# Gwendoline Yeo
Pour les articles homonymes, voir Yeo.
Gwendoline See-Hian Yeo, dit Gwendoline Yeo, née le 10 juillet 1977 à Singapour est une actrice américaine.

## Biographie
Adolescente, Yeo déménagea à San Francisco, en Californie et fut diplômée de l'Université de Los Angeles avant ses 20 ans et fut ainsi membre de Phi Beta Kappa, société honoraire académique. Elle reçut aussi un diplôme pour ses performances en piano classique au Conservatoire de musique de San Francisco. Sa passion pour la musique la fera découvrir le guzheng, instrument avec lequel elle se familiarisa très vite.
En 1995, elle fut nommée Miss Asian America Pageant et en 1998, Miss Chinatown USA..

## Carrière
Yeo apparut dans des séries telles que 24, JAG, New York Police Blues, Newport Beach.
Elle prêta aussi sa voix à Paine du jeu vidéo Final Fantasy X-2 et Kingdom Hearts 2. Elle prêta aussi sa voix à Lady Deathstrike dans X-Men: Next Dimension.
Plus récemment, elle rejoint le casting de la série Desperate Housewives où elle joue la femme de ménage de Gabrielle Solis, Xiao-Mei et a fait une apparition dans Hannah Montana.
Elle a également interprété Melissa Rabb dans la saison 4 de la série 24 heures chrono.

## Filmographie
- 2004 : A Day Without a Mexican (en) de Sergio Arau : Présentatrice du journal
- 2004 : Code : Infirmière Kyra Chen
- 2006 : 75 secondes pour survivre (7eventy 5ive) : Anne Hastings
- 2007 : Night Skies (en) de  Roy Knyrim  : June
- 2007 : Lettre ouverte à Jane Austen : Dr. Samantha Yep

### Télévision
- 2001 : Parents à tout prix : Linda
- 2002 : The Random Years : Serveuse du Happy Dragon
- 2002 : Ellie dans tous ses états : Andrea Barlow
- 2003 : Quoi d'neuf Scooby-Doo ? : Lt. Keiko Tanaka (Voix)
- 2004 : Newport Beach : Amy / Sara
- 2004 : Amy : Lisa Bart
- 2005 : La Magie de l'amour (The Magic of Ordinary Days) : Rose
- 2005 : New York Police Blues : Ai Watanabe
- 2005 : Zatch Bell : Li-En
- 2005 : JAG : Lt. Chang
- 2005 : 24 heures chrono : Melissa Rabb
- 2006 : Hôpital central : Dr. Kelly Lee
- 2006 : Lou and Lou: Safety Patrol : Maman/Lulu
- 2006 : Broken Trail : Sun Foy alias Numéro 3
- 2006 : Hannah Montana : Bree Samuels
- 2006 : Hellboy : Le Sabre des tempêtes (Hellboy: Sword of Storms) : Kitsune (voix)
- 2006 : Desperate Housewives : Xiao-Mei
- 2008-2020 : Star Wars: The Clone Wars : Nala Se, Hologramme VJ, Peppi Bow, Cato Parasitti, Kalifa (voix)
- 2008 : Mentalist : Alexandra Yee
- 2012 : Ben 10: Omniverse : Nyancy Chan (Voix)
- 2015 : American Crime : Richelle
- 2016 : Grey's Anatomy : Michelle Carpio (saison 12, épisode 22)
- 2021-2024 : Star Wars: The Bad Batch : Nala Se (voix)

## Anecdotes
- Elle est la nièce de George Yeo, ministre des affaires étrangères de Singapour.
- Elle parle de nombreux dialectes chinois et un peu de français.